# آرثر بي. وليامز
آرثر بي. وليامز (بالإنجليزية: Arthur B. Williams)‏ هو محامي وسياسي أمريكي، ولد في 27 يناير 1872 في آشلاند في الولايات المتحدة، وتوفي في 1 مايو 1925 في بالتيمور في الولايات المتحدة. حزبياً، نشط في الحزب الجمهوري. وقد انتخب عضو مجلس النواب الأمريكي.